# Ian Edmunds
Ian Edmunds (født 25. august 1961) er en australsk tidligere roer.
Edmunds var med i otteren ved VM i 1983, hvor Australien vandt bronze.
Han var også med ved OL 1984 i Los Angeles i den australske otter, der desuden bestod af Craig Muller, Clyde Hefer, Tim Willoughby, Samuel Patten, James Battersby, Ion Popa, Stephen Evans og styrmand Gavin Thredgold. Australierne blev toer i indledende heat og vandt derpå opsamlingsheatet. I finalen vandt Canada guld, USA sølv, mens australierne hentede tredjepladsen.
Hans datter, Maddie Edmunds, har ligeledes roet ved de olympiske lege.

## OL-medaljer
- 1984:  Bronze i otter